# Praeconvoluta tornuva
Praeconvoluta tornuva är en plattmaskart som beskrevs av Tyler och Hooge 1999. Praeconvoluta tornuva ingår i släktet Praeconvoluta och familjen Isodiametridae. Inga underarter finns listade i Catalogue of Life.